# Mercury (Nevada)

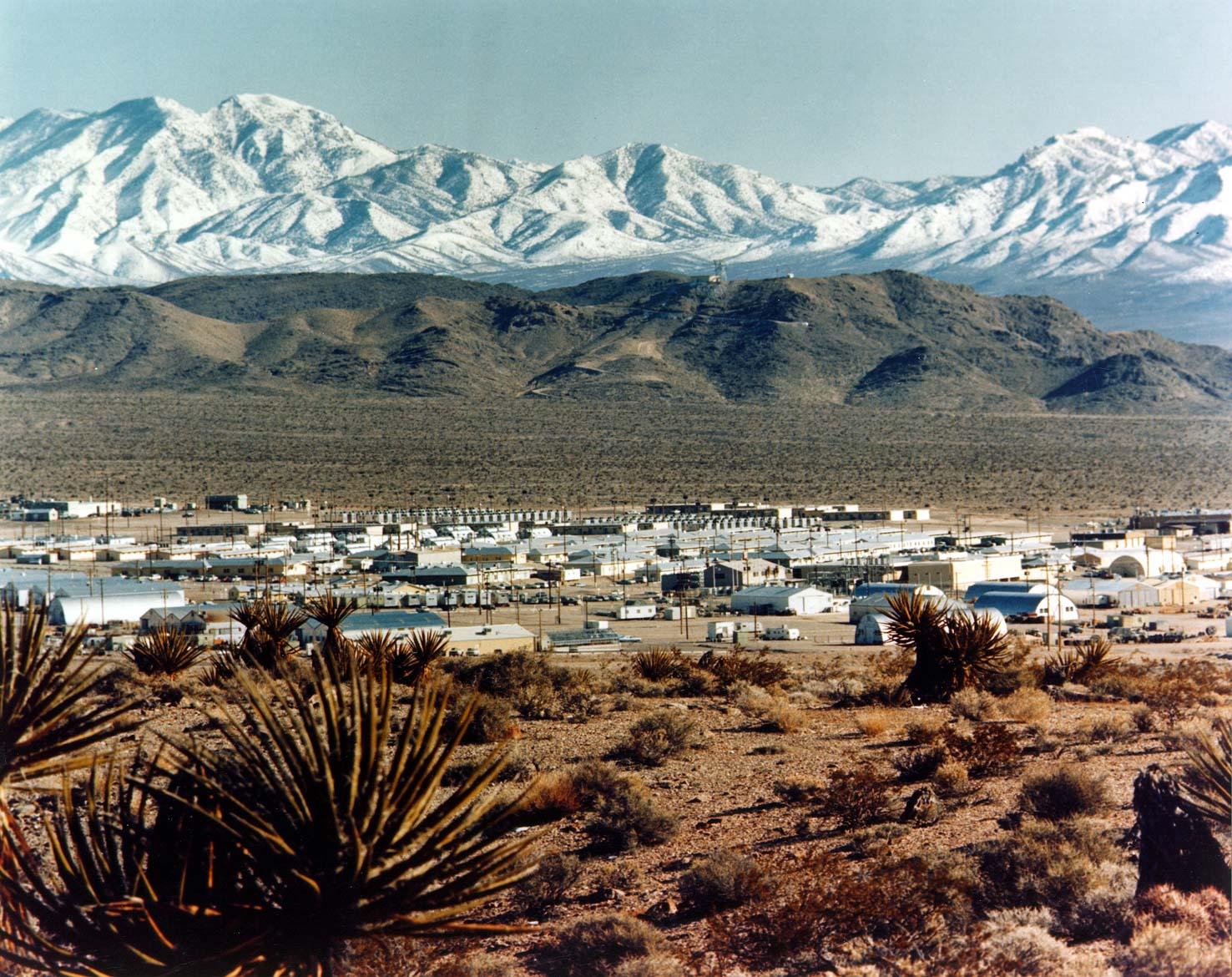
Vista de Mercury

Mercury é uma cidade do condado de Nye, estado de Nevada, nos Estados Unidos. Fica a oito quilómetros da  U.S. Route 95, num ponto a mais de 104 quilómetros a noroeste de Las Vegas. Fica situada dentro da Área de Testes de Nevada (uma reserva do Departamento de Energia dos Estados Unidos) e foi construída pelo Atomic Energy Commission para abrigar e estabelecer serviço ao pessoal da referida área. O local específico ficou conhecido como  Jackass Flats, NV e próximo do Nevada Test Site 400. Hoje o local é administrado pelo Departamento de Energia dos Estados Unidos. Parte do local de testes, não é acessível ao público em geral. O nome derivou do fa(ct)o de as minas de mercúrio terem florescido nas vizinhanças um século antes de a cidade ser fundada. A população atual é desconhecida.

## História
Mercury como um acampamento militar  Base Camp Mercury, criado para fornecer as necessidades básicas do pessoal envolvido no início das operações da Área de Testes de Nevada em 1950. No âmbito da  programa expandido de testes para satisfazer a missão do lugar, e começando em 1951 um projeto de construção em 1951 para fornecer condições adequadas de habitação, escritórios e serviços com um design tipo civil. Com a aquisição total de um serviço por parte da United States Postal Servicee em meados da década de 1950, Base Camp Mercury foi formalmente batizada de Mercury, Nevada.
Em 1957, a Marinha dos Estados Unidos lançou nove foguetes de som atmosférico para medir a radiação nuclear e outros dados atmosféricos, usando a área de Mercury. O Laboratório Naval de Defesa Radiológica conduziu o seu primerio teste de voo em 1956. O seu teste de foguetão levantou 13.6 kg a uma altitude de  40 quilómetros.
Nos finais da década de 1960, a população da cidade tinha crescido para 10.000 habitantes e foram construídas mais casas para aumentar a permanência da arquitetura da cidade. Foi construída uma escola e vários serviços de lojas e de lazer foram adicionados, incluindo um cinema, uma pista de boliche ou bowling, piscina, uma clínica, biblioteca, hospedarias. (o  Atomic Motel é um exemplo), uma capela, uma estação de serviço e  uma estação de autocarros. Em 1962, o Desert Rock Airstrip foi adicionado para visitas por  John F. Kennedy em 8 de dezembro
A cidade foi florescendo até 1992, quando os testes nucleares foram abandonados em Mercury, como resultado do cumprimento pelos Estados Unidos do Tratado de Interdição Completa de Ensaios Nucleares, apesar dos Estados Unidos não o terem ratificado, A população diminuiu e muitos negócios e estruturas foram abandonadas. Permanecem alguns cientistas e militares conduzindo alguns testes e pesquisas limitados. A maioria ds serviços da cidade encerraram, mas mantêm-se cafés, bares e ginásios. A população atual é desconhecida, mas flutuante.

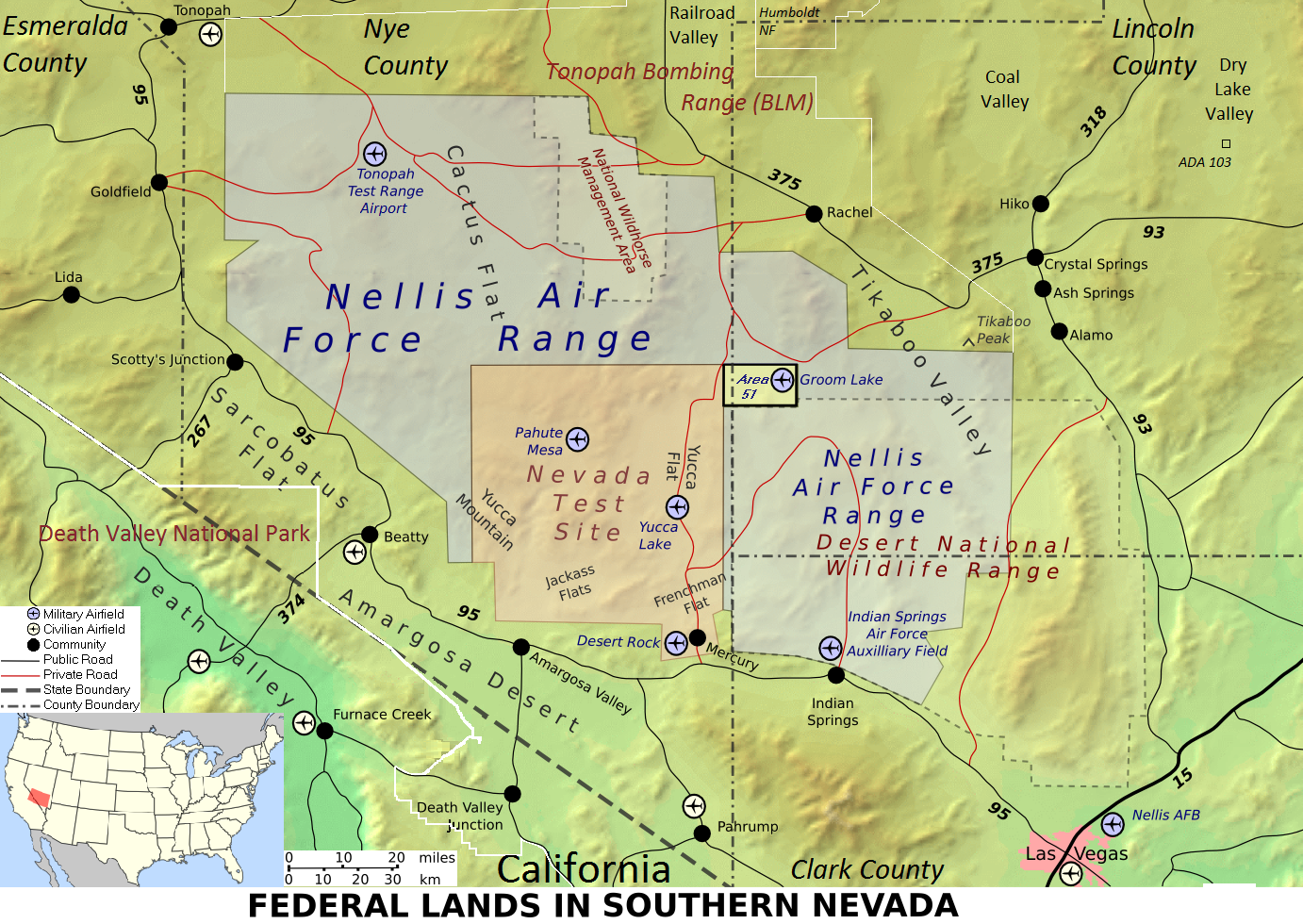
Mapa mostrando Mercury e proximidade